# Messua desidiosa
Messua desidiosa är en spindelart som beskrevs av Peckham, Peckham 1896. Messua desidiosa ingår i släktet Messua och familjen hoppspindlar. Inga underarter finns listade i Catalogue of Life.